# Prochelator hampsoni
Prochelator hampsoni är en kräftdjursart som beskrevs av Robert Raymond Hessler 1970. Prochelator hampsoni ingår i släktet Prochelator och familjen Desmosomatidae. Inga underarter finns listade i Catalogue of Life.